# Kateřina Řecká a Dánská
Kateřina Řecká a Dánská, po sňatku též uváděná jako Lady Katherine Brandram (řecky: Αικατερίνη της Ελλάδας, 4. května 1913, Athény, Řecko – 2. října 2007, Londýn, Anglie), byla princezna řecká a dánská, dcera Konstantina I. Řeckého a jeho manželky Sofie Pruské. Byla sestřenicí prince Philipa, manžela britské královny Alžběty II., a tedy i prateta Filipa VI. Španělského.

## Život

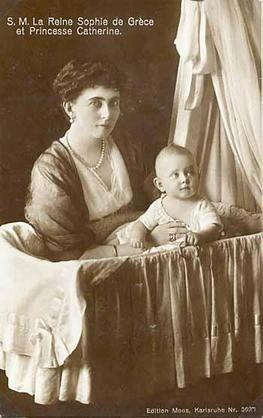
Sofie Pruská se svojí nejmladší dcerou Kateřinou

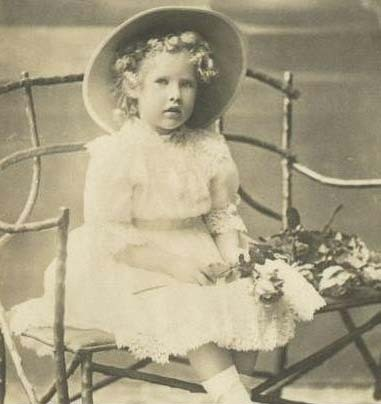
Kateřina Řecká a Dánská v roce 1917

### Mládí
Kateřina se narodila 4. května 1913 v královském paláci v Athénách jako dcera Konstantina I. a Sofie Pruské. Jejími prarodiči z otcovy strany byli Jiří I. a jeho manželka Olga Konstantinovna Romanovová, z matčiny strany to pak byli Fridrich III. Pruský a Viktorie Sasko-Koburská, dcera britské královny Viktorie. Nedlouho po Kateřině narození byl v Soluni zavražděn její dědeček Jiří. Sama Kateřina měla tři bratry: nejstaršího Jiřího, Alexandra a Pavla. Každý z nich se později stal králem Řecka, Jiří dokonce vládl dvakrát.
Mimo bratrů měla i dvě sestry; Helenu, která se stala rumunskou královnou, a Irenu, ta se vdala za chorvatského krále. Když byla Kateřina pokřtěna, jejími kmotry a kmotrami byli prohlášeni všichni členové řecké armády a řeckého námořnictva. Tento akt byl velmi symbolický, jelikož pro lidi pravoslavného vyznání je vztah ke kmotrům a kmotrám silnější, než v rámci rodiny. Když byly Kateřině tři roky, musela být zachráněna z hořící rodinné vily hasiči. V samotném požáru zemřely téměř dvě desítky lidí. V té době byla Kateřinina matka Sofie, sestra tehdejšího německého císaře, podezřívána z toho, že je „pro-německá“.

### Život v exilu
Roku 1917, když byly Kateřině čtyři roky, byl její otec Konstantin nucen abdikoval a na jeho místo nastoupil Alexandra. Kateřina byla se zbytkem rodiny vyhoštěna, proto se přesunuli do Švýcarska. Když ale roku 1920 Alexandr zemřel, na jeho místo opět nastoupil Konstantin. Již o dva roky později ale opět abdikoval, tentokrát ve prospěch syna syna Jiřího. Rodina opět musela žít v exilu, tentokrát na Sicílii, kde nakonec Kateřinin otec roku 1923 zemřel. Poté se rodina přestěhovala do Florencie, kde se Kateřina zlepšovala v malbě. Následně byla ale poslána na internátní školu do Anglie. Nejdříve studovala ve škole v Broadstairs, poté v North Foreland Lodge. Roku 1932 Kateřinina matka zemřela a ona se rozhodla žít v rodinné vile společně se starší sestrou Helenou. Roku 1934 se poprvé setkala s budoucí panovnicí Alžbětou II., když byly obě jako družičky na svatbě Mariny Řecké a Dánské.

### Druhá světová válka
Když roku 1935 začal, již podruhé, vládnout Jiří, vrátila se Kateřina i se sestrou Irenou do Řecka. Když roku 1939 vypukla druhá světová válka, připojila se Kateřina k Červenému kříži. Již roku 1941 ale prchala s bratrem Pavlem ze země do jižní Afriky. Údajně cestovali hydroplánem. V Kapském Městě pak získala post nemocniční sestry. O své sestře Heleně neslyšela celé čtyři roky. Roku 1946 se rozhodla Kateřina vrátit do Anglie, kam cestovala zaoceánským parníkem RMS Ascania. Na palubě se setkala s majorem Richardem Campbellem Brandramem, důstojníkem britského královského dělostřelectva. Tři týdny, konkrétně 21. dubna 1947, po příjezdu do Anglie si Kateřina Richarda vzala.
Po svatbě doprovázela Kateřina svého manželka i do Bagdádu, kde měl vojenské povinnosti. Pár se později usadil ve městě Marlow v Buckinghamshire.

### Pozdější léta
Přestože Kateřina žila relativně v ústraní, s rodinou se stýkat nepřestala a účastnila se jak svatby Philipa a královny Alžběty, tak Philipových osmdesátých narozenin. Kateřina zemřela 2. října 2007 ve věku 94 let a s jejím úmrtím vymřela i linie ženských potomků Fridricha III. Pruského a Viktorie Sasko-Koburské.
Z manželství s Richardem Brandramem vzešel jediný potomek; syn Paul Brandram (*1948). Manželství bylo šťastné a sám Richard zemřel roku 1994, třináct let před svojí manželkou.

## Vývod z předků
|                           |                                 |  |                     |                                          |  |  |  |  |  |  |  | Fridrich Vilém Glücksburský |
|                           |                                 |  |                     |                                          |  |  |  |  |  |  |  |                             |
|                           | Kristián IX. Dánský             |  |                     |                                          |  |  |  |  |  |  |  |                             |
|                           |                                 |  |                     |                                          |  |  |  |  |  |  |  |                             |
|                           |                                 |  |                     | Luisa Karolina Hesensko-Kasselská        |  |  |  |  |  |  |  |                             |
|                           |                                 |  |                     |                                          |  |  |  |  |  |  |  |                             |
|                           | Jiří I. Řecký                   |  |                     |                                          |  |  |  |  |  |  |  |                             |
|                           |                                 |  |                     |                                          |  |  |  |  |  |  |  |                             |
|                           |                                 |  |                     | Karel Hesensko-Kasselský                 |  |  |  |  |  |  |  |                             |
|                           |                                 |  |                     |                                          |  |  |  |  |  |  |  |                             |
|                           | Luisa Hesensko-Kasselská        |  |                     |                                          |  |  |  |  |  |  |  |                             |
|                           |                                 |  |                     |                                          |  |  |  |  |  |  |  |                             |
|                           |                                 |  |                     | Luisa Dánská a Norská                    |  |  |  |  |  |  |  |                             |
|                           |                                 |  |                     |                                          |  |  |  |  |  |  |  |                             |
|                           | Konstantin I. Řecký             |  |                     |                                          |  |  |  |  |  |  |  |                             |
|                           |                                 |  |                     |                                          |  |  |  |  |  |  |  |                             |
|                           |                                 |  |                     | Mikuláš I. Pavlovič                      |  |  |  |  |  |  |  |                             |
|                           |                                 |  |                     |                                          |  |  |  |  |  |  |  |                             |
|                           | Konstantin Nikolajevič Ruský    |  |                     |                                          |  |  |  |  |  |  |  |                             |
|                           |                                 |  |                     |                                          |  |  |  |  |  |  |  |                             |
|                           |                                 |  |                     | Šarlota Pruská                           |  |  |  |  |  |  |  |                             |
|                           |                                 |  |                     |                                          |  |  |  |  |  |  |  |                             |
|                           | Olga Konstantinovna Romanovová  |  |                     |                                          |  |  |  |  |  |  |  |                             |
|                           |                                 |  |                     |                                          |  |  |  |  |  |  |  |                             |
|                           |                                 |  |                     | Josef Sasko-Altenburský                  |  |  |  |  |  |  |  |                             |
|                           |                                 |  |                     |                                          |  |  |  |  |  |  |  |                             |
|                           | Alexandra Sasko-Altenburská     |  |                     |                                          |  |  |  |  |  |  |  |                             |
|                           |                                 |  |                     |                                          |  |  |  |  |  |  |  |                             |
|                           |                                 |  |                     | Amálie Württemberská                     |  |  |  |  |  |  |  |                             |
|                           |                                 |  |                     |                                          |  |  |  |  |  |  |  |                             |
| 'Kateřina Řecká a Dánská' |                                 |  |                     |                                          |  |  |  |  |  |  |  |                             |
|                           |                                 |  |                     |                                          |  |  |  |  |  |  |  |                             |
|                           |                                 |  | Fridrich Vilém III. |                                          |  |  |  |  |  |  |  |                             |
|                           |                                 |  |                     |                                          |  |  |  |  |  |  |  |                             |
|                           | Vilém I. Pruský                 |  |                     |                                          |  |  |  |  |  |  |  |                             |
|                           |                                 |  |                     |                                          |  |  |  |  |  |  |  |                             |
|                           |                                 |  |                     | Luisa Meklenbursko-Střelická             |  |  |  |  |  |  |  |                             |
|                           |                                 |  |                     |                                          |  |  |  |  |  |  |  |                             |
|                           | Fridrich III. Pruský            |  |                     |                                          |  |  |  |  |  |  |  |                             |
|                           |                                 |  |                     |                                          |  |  |  |  |  |  |  |                             |
|                           |                                 |  |                     | Karel Fridrich Sasko-Výmarsko-Eisenašský |  |  |  |  |  |  |  |                             |
|                           |                                 |  |                     |                                          |  |  |  |  |  |  |  |                             |
|                           | Augusta Sasko-Výmarská          |  |                     |                                          |  |  |  |  |  |  |  |                             |
|                           |                                 |  |                     |                                          |  |  |  |  |  |  |  |                             |
|                           |                                 |  |                     | Marie Pavlovna Romanovová                |  |  |  |  |  |  |  |                             |
|                           |                                 |  |                     |                                          |  |  |  |  |  |  |  |                             |
|                           | Sofie Pruská                    |  |                     |                                          |  |  |  |  |  |  |  |                             |
|                           |                                 |  |                     |                                          |  |  |  |  |  |  |  |                             |
|                           |                                 |  |                     | Arnošt I. Sasko-Kobursko-Gothajský       |  |  |  |  |  |  |  |                             |
|                           |                                 |  |                     |                                          |  |  |  |  |  |  |  |                             |
|                           | Albert Sasko-Kobursko-Gothajský |  |                     |                                          |  |  |  |  |  |  |  |                             |
|                           |                                 |  |                     |                                          |  |  |  |  |  |  |  |                             |
|                           |                                 |  |                     | Luisa Sasko-Gothajsko-Altenburská        |  |  |  |  |  |  |  |                             |
|                           |                                 |  |                     |                                          |  |  |  |  |  |  |  |                             |
|                           | Viktorie Sasko-Koburská         |  |                     |                                          |  |  |  |  |  |  |  |                             |
|                           |                                 |  |                     |                                          |  |  |  |  |  |  |  |                             |
|                           |                                 |  |                     | Eduard August Hannoverský                |  |  |  |  |  |  |  |                             |
|                           |                                 |  |                     |                                          |  |  |  |  |  |  |  |                             |
|                           | královna Viktorie               |  |                     |                                          |  |  |  |  |  |  |  |                             |
|                           |                                 |  |                     |                                          |  |  |  |  |  |  |  |                             |
|                           |                                 |  |                     | Viktorie Sasko-Kobursko-Saalfeldská      |  |  |  |  |  |  |  |                             |
|                           |                                 |  |                     |                                          |  |  |  |  |  |  |  |                             |